# Kate Lyra
Katherine Lee Riddell Caughey (Ray, Estados Unidos, 3 de julho de 1949), mais conhecida como Kate Lyra, é uma atriz e ex-modelo estadunidense. Fez carreira no Brasil, onde adotou o sobrenome de seu então marido, o músico Carlos Lyra.

## Biografia
Kate começou a carreira de modelo em 1967, aos 17 anos, sendo que dois anos depois se casou com o músico brasileiro Carlos Lyra, mudando-se para o Brasil e continuando a carreira na moda no novo país. Em 1973 estreou como atriz nos filmes 'Um Edifício Chamado 200, de Carlos Imperial (1973) e Banana Mecânica, de Braz Chediak (1974).. Nos anos 70 participou de humorísticos, como Planeta dos Homens (Rede Globo) e Praça da Alegria (Rede Globo) — no qual fez sucesso com o bordão "Brasileiro é tão bonzinho", com a personagem que já fora de Jacqueline Myrna. Em 1977 gravou um compacto com uma canção, cujo título era o bordão que a deixou conhecida. Na década de 1980 conhece o diretor Walter Hugo Khoury, para quem estrelou os filmes O Prisioneiro do Sexo (1978), Convite ao Prazer (1980) e Eros, O Deus do Amor (1981).  
Na virada para os anos 80 dirigiu a curta-metragem, "O Círculo", que foi destaque no Festival de Gramado. A trilha do filme é de Carlos Lyra, executado por Luis Eça. Como roteirista, Kate recebeu o troféu APCA por seu trabalho em A Causa Secreta, de Sérgio Bianchi.  Em 2004, produz e dirige com Emílio Santiago o clipe em formato digital Copacabana para o festival de música Rio-Havana. Nos anos 2000, volta a atuar no cinema pós-retomada, como em Bossa Nova (2000) de Bruno Barreto, e na Rede Globo na novela  Passione como a secretária Myrna. 

### Carreira acadêmica
Como pesquisadora, integra o Núcleo de Estudos Musicais da Universidade Cândido Mendes-UCAM entre 2001-2008. Entre seus artigos acadêmicos estão "Hip-Hop, Rap e Funk no Rio de Janeiro" apresentado no seminário Culturas Jovens e Nova Sensibilidades da UCAM, e na Universidade de Georgia (UGA) em Athens, nos EUA. Outros publicações acadêmicas incluem "Eu não sou cachorra não! Não? Voz e Silêncio na construção da identidade feminina no rap e no funk no Rio de Janeiro", publicado no Comunicação, consumo e espaço urbano, Everardo Rocha, Maria Isabel de Almeida e Fermanda Eugenio (organizadores), Editora PUC-Rio, 2012, e Rio´s Feminist Funk: An Undulating Curve of Shifting Perspectives", published by Brasiliana - Journal for Brazilian Studies, Vol.4, No. 2 (2016).

## Carreira

### Televisão
| Ano     | Título               | Personagem         | Notas                          |
| ------- | -------------------- | ------------------ | ------------------------------ |
| 1977–78 | Praça da Alegria     | Gringa             |                                |
| 1977-82 | Os Trapalhões        | Vários Personagens |                                |
| 1978    | Planeta dos Homens   | Vários Personagens |                                |
| 1981    | Jogo da Vida         | Dóris Gumm         |                                |
| 1982    | Estúdio A... Gildo   | Andreia            |                                |
| 1982    | Ninho da Serpente    | Pietra             |                                |
| 1983–87 | Viva o Gordo         | Vários personagens |                                |
| 1991    | O Dono do Mundo      | Valerie Renault    |                                |
| 1999    | Mulher               | Beth               | Episódio: "Mãe Menina"         |
| 2001    | Um Anjo Caiu do Céu  | Gringa             |                                |
| 2003    | Brava Gente          | Kate Brando        | Episódio: "O Dia do Amor"      |
| 2005    | A Diarista           | Ruth               | Episódio: "Aquele da Cadeia"   |
| 2006    | Minha Nada Mole Vida | Ewe                | Episódio: "Mudar É Preciso"    |
| 2007    | Amor e Intrigas      | Peggy              | Episódios: "3–10 de julho"     |
| 2008    | Faça Sua História    | Rita               | Episódio: "Super-Mamãe Suzete" |
| 2010    | Passione             | Myrna              |                                |

### Cinema
| Ano  | Título                            | Personagem               |
| ---- | --------------------------------- | ------------------------ |
| 1973 | Um Edifício Chamado 200           | Ana                      |
| 1974 | O Signo de Escorpião              | Ângela                   |
| 1974 | Banana Mecânica                   | Vera                     |
| 1975 | A Extorsão                        | Laura                    |
| 1978 | O Prisioneiro do Sexo             | Helen                    |
| 1979 | Uma Fêmea do Outro Mundo          | Márcia                   |
| 1979 | Nos Tempos da Vaselina            | Liz                      |
| 1980 | O Convite ao Prazer               | Miss Harriet             |
| 1981 | Mulher Objeto                     | Helen                    |
| 1981 | Eros, O Deus do Amor              | Miss Collins             |
| 1992 | Kickboxer 3: The Art of War       | Lou                      |
| 2000 | Bossa Nova                        | Tia Fátima               |
| 2003 | My Father, Rua Alguem 5555        | Jornalista               |
| 2012 | De Pernas pro Ar 2                | Madre Mary               |
| 2012 | Os Penetras                       | Mãe Estrangeira          |
| 2019 | Tá Rindo de Quê? Humor e Ditadura | Ela mesma (Documentário) |